# Bjässhammarn
Bjässhammarn är en tidigare småort i Tuna socken i Sundsvalls kommun, Västernorrlands län. Från 2015 ingår Bjässhammarn i Vattjoms tätort och småorten har upplösts.